# Tammy
Tammy is een Amerikaanse komische film uit 2014 met in de hoofdrol Melissa McCarthy. De film ontving slechte recensies maar was toch een succes in de bioscopen.

## Inhoud
Tammy wordt tot het uiterste gedreven nadat ze haar baan is kwijtgeraakt en ontdekt dat haar man vreemdgaat. Ze vlucht de stad uit met haar drankzuchtige grootmoeder.

## Rolverdeling
- Melissa McCarthy - Tammy Banks
- Susan Sarandon - Pearl Balzen
- Kathy Bates - Lenore
- Allison Janney - Deb
- Dan Aykroyd - Don
- Mark Duplass - Bobby Tillman
- Gary Cole - Earl Tillman